# Simpknot
Simpknot (Triglops murrayi) hör till familjen simpor i ordningen kindpansrade fiskar.

## Utseende
Som alla simpor har simpknoten ett stort, triangulärt huvud som är täckt av benplåtar, medan stjärten är lång och smal. Den har två ryggfenor, av vilka den främre har taggstrålar. Kroppens rygg och sidor är spräckliga i mörkbrunt och ljusbrunt, och den främre ryggfenan har en svart fläck. Under sidolinjen har kroppen snedställda åsar med tandade kanter. Gällocket är försett med fyra bakåtriktade taggar. Fisken kan bli upp till 20 cm lång.

## Vanor
Simpknoten är en bottenfisk som lever på blandbotten ner till 300 meters djup. Födan består av havsborstmaskar och kräftdjur.

### Fortplantning
Arten har inre befruktning, och lektiden infaller under hösten, då honan kan lägga upp till 600 ägg. Ynglen är pelagiska.

## Utbredning
Simpknoten finns i Nordatlanten från Massachusetts (Cape Cod) via Grönland, Island, Färöarna och Skottland till Norge och norrut till Vita havet. Går in i Skagerack, men är sällsynt i Sverige, där den inte heller fortplantar sig.